# 富田林市の地名
本項富田林市の地名（とんだばやししのちめい）では、大阪府富田林市における町名や大字名を中心に、本市ならびに前身の富田林村・富田林町成立以来の地名の変遷について記述する。

## 現行行政町名
まず市内の現行の町字名を五十音順に列挙する。

### あ行
- 青葉丘
- 旭ケ丘町
- 粟ケ池町
- 梅の里1 - 4丁目
- 嬉
- 毛人谷
- 彼方

### か行
- かがり台
- 加太1 - 3丁目
- 川面町1 - 2丁目
- 川向町
- 甘南備
- 喜志
- 喜志新家町1 - 2丁目
- 喜志町1 - 5丁目
- 北大伴
- 北大伴町1 - 4丁目
- 木戸山町
- 楠町
- 久野喜台1 - 2丁目
- 甲田1 - 6丁目
- 向陽台1 - 5丁目
- 小金台1 - 4丁目
- 五軒家1 - 2丁目
- 寿町1 - 4丁目
- 金剛錦織台
- 金剛伏山台

### さ行
- 西条町1 - 2丁目
- 桜井町1 - 2丁目
- 桜ケ丘町
- 佐備
- 清水町
- 昭和町1 - 2丁目
- 新青葉丘町
- 新家1 - 2丁目
- 新堂
- 須賀
- 須賀1 - 3丁目

### た行
- 高辺台1 - 3丁目
- 谷川町
- 通法寺町
- 廿山
- 廿山1 - 2丁目
- 津々山台1 - 5丁目
- 寺池台1 - 5丁目
- 常盤町
- 富田林町

### な行
- 中野
- 中野町1 - 3丁目
- 中野町西1 - 2丁目
- 中野町東1 - 2丁目
- 楠風台1 - 3丁目
- 西板持
- 西板持町1 - 9丁目
- 錦織
- 錦織北1 - 3丁目
- 錦織中1 - 2丁目
- 錦織東1 - 3丁目
- 錦織南1 - 2丁目
- 錦ケ丘町

### は行
- 東板持
- 東板持町1 - 3丁目
- 平町1 - 2丁目
- 藤沢台1 - 7丁目
- 伏見堂
- 伏山1 - 3丁目
- 不動ケ丘町
- 富美ケ丘町
- 別井1 - 5丁目
- 本町

### ま行
- 緑ケ丘町
- 南旭ケ丘町
- 南大伴町1 - 4丁目
- 宮甲田町
- 宮町1 - 3丁目
- 美山台

### や行
- 山中田町1 - 3丁目
- 山手町
- 横山

### ら・わ行
- 龍泉
- 若松町1 - 5丁目
- 若松町西1 - 3丁目
- 若松町東1 - 3丁目

## 町字名の変遷
富田林村は1889年（明治22年、石川郡富田林村・毛人谷村が合併することにより成立。旧村名を継承した2大字を編成。

### 成立当初の町字名
- 毛人谷
- 富田林（1966年廃止）

1896年（明治29年）、町制施行して富田林町となる。村制時の2大字を継承。

### 町字の設置
1939年（昭和14年）
- 青葉丘（加太・廿山の各一部より）

1942年（昭和17年）
新堂村・喜志村・大伴村・川西村・錦郡村・彼方村と合併し、改めて富田林町が発足。
旧新堂村
- 新堂
- 中野

旧喜志村
- 喜志（喜志村全域より）

旧大伴村
- 東板持（大伴村板持より）
- 北大伴
- 別井（2000年代頃廃止）
- 南大伴（1980年代頃廃止）
- 山中田（1991年廃止）

旧川西村
- 加太（2004年廃止）
- 甲田（廃止年未詳）
- 新家（1994年廃止）
- 廿山

旧錦郡村
- 伏山（2000年代頃廃止）
- 須賀
- 錦織（錦郡より）

旧彼方村
- 西板持（彼方村板持より）
- 嬉
- 彼方
- 伏見堂
- 横山

1950年（昭和25年）、市制施行して富田林市となる。
1957年（昭和32年）
東条村を編入。
旧東条村
- 甘南備
- 佐備
- 龍泉

1966年（昭和41年）
- 寿町1 - 4丁目（毛人谷・甲田の各一部より）
- 清水町（新堂の一部より）
- 昭和町1 - 2丁目（毛人谷・新堂の各一部より）
- 谷川町（甲田の一部より）
- 常盤町（毛人谷・富田林の各一部より）
- 富田林町（富田林・新堂・毛人谷の各一部より）
- 錦ケ丘町（甲田・毛人谷の各一部より）
- 富美ケ丘町（毛人谷の一部より）
- 本町（毛人谷・富田林の各一部より）
- 緑ケ丘町（新堂の一部より）
- 若松町1 - 5丁目（新堂の一部より）
- 若松町西1 - 3丁目（新堂の一部より）

1967年（昭和42年）
- 旭ケ丘町（喜志の一部より）
- 粟ケ池町（喜志・中野の各一部より）
- 川面町1 - 2丁目（喜志の一部より）
- 喜志新家町1 - 2丁目（喜志の一部より）
- 喜志町1 - 5丁目（喜志の一部より）
- 木戸山町（喜志の一部より）
- 久野喜台1 - 2丁目（廿山・加太・青葉丘・狭山町半田の各一部より）
- 西条町1 - 2丁目（喜志の一部より）
- 桜井町1 - 2丁目（喜志の一部より）
- 高辺台1 - 3丁目（廿山の一部より）
- 通法寺町（喜志の一部より）
- 寺池台1 - 5丁目（廿山・加太・伏山・錦織と狭山町半田の各一部より）
- 中野町1 - 3丁目（中野・新堂・喜志の各一部より）
- 中野町西1 - 2丁目（中野・新堂の各一部より）
- 中野町東1 - 2丁目（中野の一部より）
- 平町1 - 2丁目（喜志の一部より）
- 南旭ケ丘町（中野の一部より）
- 宮町1 - 3丁目（喜志・中野の各一部より）
- 若松町東1 - 3丁目（新堂の一部より）

1977年（昭和52年）
- 五軒家1 - 2丁目（廿山・加太の各一部より）
- 山手町（佐備・東板持の各一部より）

1980年（昭和55年）
- 楠町（北大伴の一部より）
- 向陽台1 - 5丁目（廿山・新堂の各一部より）
- 藤沢台1 - 7丁目（廿山・加太・高辺台1丁目の各一部より）

1982年（昭和57年）
- 不動ケ丘町（彼方・伏見堂の各一部より）

1983年（昭和58年）
- 新青葉丘町（加太・廿山の各一部より）

1985年（昭和60年）
- 梅の里1 - 4丁目（喜志・平町1丁目の各一部より）
- 楠風台1 - 3丁目（彼方・佐備の各一部より）

1987年（昭和62年）
- 小金台1 - 4丁目（廿山の一部より）
- 津々山台1 - 5丁目（廿山・新家の各一部より）

1988年（昭和63年）
- 北大伴町1 - 4丁目
- 南大伴町1 - 4丁目

1989年（平成元年）
- 川向町（山中田の一部より）
- 山中田町1 - 3丁目（山中田・北大伴・南大伴・西板持の各一部より）

1990年代頃
- 池尻（2004年廃止）

1990年（平成2年）
- 東板持町1 - 3丁目（東板持・西板持・佐備の各一部より）

1991年（平成3年）
- 西板持町1 - 9丁目（山中田と西板持・彼方・佐備の各一部より）

1994年（平成6年）
- 甲田1 - 6丁目
- 桜ケ丘町
- 新家1 - 2丁目
- 廿山1 - 2丁目
- 宮甲田町

1997年（平成9年）
- 金剛伏山台（錦織・伏山・廿山の各一部より）
- 錦織北1 - 3丁目
- 錦織中1 - 2丁目
- 錦織東1 - 3丁目
- 錦織南1 - 2丁目

1999年（平成11年）
- 美山台（甲田・廿山・毛人谷・新堂の各一部より）

2002年（平成14年）
- 須賀1 - 3丁目（須賀の一部より）

2004年（平成16年）
- 加太1 - 3丁目（池尻と加太・廿山の各一部より）

2005年（平成17年）
- かがり台（山中田町3丁目・南大伴町4丁目の各一部より）

2008年（平成20年）
- 別井1 - 5丁目

2010年（平成22年）
- 金剛錦織台
- 伏山1 - 3丁目

## 参考資料
- 角川日本地名大辞典 27 大阪府（1983年、角川書店）